# John Ney Rieber
John Ney Rieber es un guionista de cómics estadounidense.

## Carrera
El primer trabajo profesional de John Ney Rieber en el mundo del cómic consistió en realizar el guion sobre las páginas realizadas por su amigo y mentor, el fallecido Karl Edward Wagner, y el dibujante Kent Williams, en la novela gráfica Tell Me, Dark. Inicialmente, Williams contactó con Wagner con cinco páginas de arte para pedirle que escribiera una historia sobre ellas. Wagner accedió y ambos firmaron un contrato con DC Comics para publicar una novela gráfica de 80 páginas.

Al principio de su producción, la editora original del cómic, Karen Berger, cogió una baja por maternidad. Los editores que la reemplazaron aceptaron el guion de Wagner, pero, cuando Berger volvió, rechazó el guion y pidió reescrituras. Williams, por su parte, también cambió los elementos narrativos que consideró convenientes. Un año más tarde, el cómic seguía sufriendo cambios por todas partes. En ese momento, Ney Rieber estaba trabajando en la miniserie de cuatro números en formato prestigio Shadows Fall para la fallida línea Touchmark, de Disney Comics. Comprobó los problemas que estaban sufriendo Wagner y Williams, y se ofreció para reescribir la historia usando las páginas terminadas.
Es una larga historia y no es muy divertido hablar de ella, pero el resultado de todo ello fue que acabé cogiendo la parte que Kent ya había hecho y generé una historia completamente diferente sobre ella. DC no estaba contenta con lo que Karl había hecho y decidieron que no si no había revisiones no publicarían el cómic. Eso significó, entre otras cosas, que Kent habría malgastado un año de su vida y un montón de dibujos preciosos, así que le di a Kent mi guion y una opción para mostrárselo a Karen Berger, para ver si sentía que era algo que él quería hacer, y finalmente fue algo que él quería hacer.
Tras el colapso de Disney Comics, Art Young ( el supuesto redactor jefe de Touchmark) volvió a DC y ofreció a todo el mundo con el que estaba desarrollando proyectos que continuaran trabajando para la nueva línea Vertigo. Ney Rieber y su colaborador John Van Fleet accedieron, y Shadows Fall (reconvertida en una miniserie de seis números en formato grapa) se publicó entre noviembre de 1994 y abril de 1995. Entre la publicación de Tell Me, Dark y Shadows Fall, Bergen propuso a Rieber escribir una continuación, como serie regular, de la miniserie de Neil Gaiman Los libros de la magia; a pesar de que la editorial rechazó todas las sinopsis que presentó y que incluso llegó a pensar en abandonar el proyecto, Rieber fue contratado y escribió el título desde el número 1 (mayo de 1994) al 50 (julio de 1998), así como varios spin-offs.
El siguiente gran proyecto de Ney Rieber fue el relanzamiento de Capitán América para la línea Marvel Knights. El equipo creativo de la serie (Rieber y el dibujante John Cassaday) se anunció en agosto de 2001. Sobre el proyecto, Rieber dijo que fue contratado "accidentalmente": después de que el editor de Marvel Knights, Stuart Moore, mencionara el cómic en una conversación, ofreció a Rieber que escribiera algunas muestras, que le gustaron lo suficiente como para darle las tareas de guion de la serie (a pesar de "buscar un peso pesado [...] como Frank Miller o Greg Rucka"; En una entrevista de 2013, Rucka confirmó que escribió algunas muestras para la serie, pero fue rechazado en favor de Nieber.
Ney Rieber, en principio, también iba a escribir dos miniseries de Capitán América: una fuera de continuidad, titulada Hielo, que se anunció en febrero de 2002 por el dibujante Jae Lee e integrada posteriormente en la serie regular como su tercer arco argumental, y otra, que no llegó a anunciarse, que supuestamente iba a cubrir el hueco de tres meses entre la serie y el volumen anterior del personaje, que fue finalmente escrita por Darko Macan, quien confirmó que era Ney Rieber quien iba a ser el guionista original).

La serie estuvo plagada por los retrasos y la controversia desde el principio. De acuerdo con Macan (a quien se lo dijo el editor saliente de la serie, Andrew Lis), Rieber tuvo que dejar de escribir la segunda miniserie debido a los atentados del 11 de septiembre de 2001 (supuestamente, para reescribir el material con el objetivo de reflejar el acontecimiento). En el primer arco argumental, titulado "El nuevo trato" (febrero a noviembre de 2002), el Capitán América se cuestionaba la labor del gobierno estadounidense, un tema que tuvo gran resonancia en la prensa. La sinopsis original de Rieber para la serie debía empezar en el segundo arco, "Los Extremistas", pero abandonó el título a mitad de dicho arco argumental (acabó tres de los cinco números en los que iba a consistir).
Probablemente el mejor modo en que puedo describir lo que pasó es que Joe Quesada tenía una visión muy clara de lo que debía ser el Capi, y mi Capi no era lo que él estaba buscando. Les gustaron muchas de mis ideas, pero algunas de mis aproximaciones en relación con la narración y la estructura y la caracterización del personaje no casaban con su visión.
Al final, hice muchas y muchas revisiones de los guiones, y estaba ralentizando las cosas. Llegamos a un punto donde nos dimos cuenta de que sería mejor que otra persona hiciera el cómic. Supongo que es la manera larga de decir que tuvimos diferencias creativas.
Para finalizar Los Extremistas y Hielo (ya que Rieber sólo completó un número de este último arco argumental), Marvel contrató a Chuck Austen, que había sido rechazado en un primer momento en favor de Ney Rieber pero aun así accedió a cerrar sus arcos argumentales.